# Stradivari Betts
Lo Stradivari Betts è un antico violino fabbricato nel 1704 dal liutaio italiano Antonio Stradivari di Cremona.  È uno dei circa 650 strumenti Stradivari noti ancora in vita.
È stato di proprietà del violinista francese Jean-Baptiste Vuillaume e dei commercianti di strumenti londinesi W.E. Hill & Sons. Lo strumento è attualmente nella raccolta della Biblioteca del Congresso di Washington, D.C., tra gli altri quattro Stradivari nella Cremonese Collection donata da Gertrude Clarke Whittall nel 1935.